# Бардосан
Бардосан (алб. Bardhasan) је насељено место у општини Ђаковица, на Косову и Метохији. Према попису становништва из 2011. у насељу је живело 507 становника.

## Становништво
Према попису из 2011. године, Бардосан има следећи етнички састав становништва:
| Националност | 2011.        |
| Албанци      | 507 (100,0%) |
| Укупно       | 507          |

| Демографија | Демографија | Демографија |
| Година      | Становника  | Становника  |
| ----------- | ----------- | ----------- |
| 1948.       | 377         |             |
| 1953.       | 411         |             |
| 1961.       | 497         |             |
| 1971.       | 603         |             |
| 1981.       | 788         |             |
| 1991.       | 607         |             |
| 2011.       | 507         |             |